# Cryptocarya argyrophylla
Cryptocarya argyrophylla är en lagerväxtart som beskrevs av C. K. Allen. Cryptocarya argyrophylla ingår i släktet Cryptocarya och familjen lagerväxter. Inga underarter finns listade i Catalogue of Life.